# Rendezett tanácsú város
A rendezett tanácsú város (rövidítve: r.t. város) a magyar közigazgatásban 1870 és 1929 között a városok egyik jogi kategóriája volt.

## Létrejötte
Az ún. községi törvények (1870:42.tc., 1871:18. tc. és 1886:22. tc.) folyományaként azokból a mezővárosokból és kisebb szabad királyi városokból, amelyeknek nem volt gazdasági erejük önálló törvényhatóság alkotására (mint a törvényhatósági jogú városok), rendezett tanácsú városok jöttek létre. Ezek nem tartoztak járási 
szervezetbe, hanem közvetlenül a vármegyei hatóság alá voltak rendelve.

## Szervezete
Legfőbb szerve a városi tanács volt, első tisztviselője a polgármester.
A városi elöljáróság a polgármesterből, a főjegyzőből, aljegyző(k)ből, tiszti ügyészből, levéltárnokból stb. állt. 
A városi tanács hatáskörébe tartoztak a „belügyek”, azonban a városi elöljáróság csak elsőfokú közigazgatási szervként járhatott el.

## A kategória megszűnése
A rendezett tanácsú városok jogi kategóriáját az 1929:30. tc. megyei városra változtatta.